# Kalcijev hidroksid
Kalcijev hidroksid, ki se tradicionalno imenuje gašeno apno, je anorganska spojina s kemijsko formulo Ca(OH)2. To je brezbarven kristal ali bel prah, ki se ga pridobi z reakcijo kalcijevega oksida z vodo (H2O) – t. i. gašeno apno. Ima veliko imen, vključno z: hidrirano apno, gradbeniško apno, parafinsko apno in Chuna (beseda se uporablja v Indiji, Pakistanu in Afganistanu), Cal ali namočeno apno. Kalcijev hidroksid se uporablja v številne namene, vključno s pripravo hrane. »Gašeno apno« je skupno ime za nasičeno raztopino kalcijevega hidroksida.

## Lastnosti
Pri segrevanju do 512 °C, delni tlak vode v ravnovesju s kalcijevim hidroksidom doseže 101 kPa, ki razpade v kalcijev hidroksid kalcijevega oksida in vode.
Ca(OH)2  →  CaO + H2O
Lebdeči drobni delci kalcijevega hidroksida v vodi se imenujejo mleko apna. Rešitev je gašeno apno in srednje trdna baza, ki reagira s kislinami in napada mnogo kovin. Gašeno apno postane mlečno ob prisotnosti ogljikovega dioksida zaradi nastanka kalcijevega karbonata, proces se imenuje karbonacija.
Ca(OH)2 + CO2  →  CaCO3 + H2O

## Struktura, priprava,pojav
Kalcijev hidroksid sprejme polimerne strukture, prav tako pa so povezani hidroksidi alkalnih zemeljskih kovin. Združevanje spominja na motiv Cadmiumiodida s plastmi oktaedričnih središč kalcija. Med plastmi obstajajo močne vezi vodika.
Kalcijev hidroksid se proizvaja s prečiščenjem komercialnega apna z vodo:
CaO + H2O  →  Ca(OH)2
V laboratoriju se lahko pripravi z mešanjem vodne raztopine kalcijevega klorida in natrijevega hidroksida. Mineralna oblika, portlandita, je relativno redka, vendar jo je mogoče najti v nekaterih vulkanskih, plutonskih in metamorfnih kamninah. Prav tako je bilo znano, da se pojavljajo pri kurjenju premogovnega odlagališča.

## Uporaba
Ena pomembnejših uporab kalcijevega hidroksida je kot flokulant v vodi in čiščenje odplak. Oblikuje puhasto, nabito trdno snov, ki pomaga pri odstranjevanju manjših delcev iz vode, rezultat je čistejši izdelek. Ta vloga je omogočena z nizko ceno in nizko toksičnostjo kalcijevega hidroksida. Uporablja se tudi pri čiščenju sladke vode za dvig pH vrednosti vode, tako da cevi ne korodirajo, kjer je voda bolj kisla, saj se samo regulira in ne zviša preveč pH. Veliko vlogo ima tudi v papirni industriji, kjer se uporablja pri proizvodnji natrijevega hidroksida. Ta pretvorba je sestavni del Kraftovega procesa. Proizvaja se v velikem obsegu, je enostaven in poceni. Kje vse se uporablja:
- pri sistemih za podpiranje življenja
- je sestavina beleža, malte in ometa
- pri gradnji cest, za izboljšanje kakovosti tal
- pri zapolnitvi koreninskega kanala pri prvi fazi endodontskega zdravljenja – kasneje se nadomesti z gumo
- kot dodatek k morski vodi
- pri zmanjšanju emisij CO2 v ozračju in zmanjšanju učinka tople grede
- pri proizvodnji kovin, apno se vbrizga v tok odpadnega plina za nevtralizacijo kislin, kot so fluorid in klorid, preden se sprosti v ozračje
- snov najdemo tudi v večini krem za odstranjevanje dlak
- v refenerijah nafte za proizvodnjo dodatkov k oljem
- v petrokemični industriji za proizvodnjo trdnih olj različnih znamk
- pri proizvodnji zavornih ploščic
- pri pripravi suhih mešanic za barvanje in okraševanje
- v proizvodnji mešanic pesticidov
- kot naravni alternativni insekticid

## Živilska industrija
Zaradi svoje nizke toksičnosti in miline njegovih temeljnih lastnosti, se pogosto uporablja v živilski industriji:
- ločuje sladkor iz sladkornega trsa ali sladkorne pese, v sladkorni industriji - karbonacija
- pri nastanku koruznih tortilij
- počistiti s slanico karbonatov kalcija in magnezija v proizvodnji soli v živilih in farmacevtskih izdelkih
- obogatitev (Ca dodatek) sadnih pijač, kot je pomarančni sok in formule za dojenčke
- pomoč pri prebavljanju (ki se uporablja v Indiji)